# Mendoza (Familienname)
Mendoza ist ein Familienname baskischer Herkunft mit der Bedeutung „kalter Berg“. Die ursprünglichen Namensträger entstammten einem Ort in der baskischen Provinz Álava.

## Namensträger

### A
- Alberto Mendoza y Bedolla (1881–1967), mexikanischer Geistlicher, Bischof von Campeche
- Alberto Mendoza (Fußballspieler) (vor 1939–nach 1947), mexikanischer Fußballspieler
- Alberto de Mendoza (1923–2011), argentinisch-spanischer Schauspieler
- Alcides Mendoza Castro (1928–2012), peruanischer Geistlicher, römisch-katholischer Bischof
- Alexander Mendoza (Fußballspieler, 1990) (Alexander Enrique Mendoza Rodas, * 1990), salvadorianischer Fußballspieler
- Alexander Mendoza (Fußballspieler, 1994) (Alexander Leonardo Mendoza Espinales, * 1994), ecuadorianischer Fußballspieler
- Alexis Mendoza (* 1961), kolumbianischer Fußballspieler und -trainer
- Alfonso de la Cueva-Benavides y Mendoza-Carrillo (1574–1655), spanischer Diplomat, Kardinal
- Alfredo Mendoza (* 1963), paraguayischer Fußballspieler
- Alvin Mendoza (* 1984), mexikanischer Fußballspieler
- Amalia Mendoza (1923–2001), mexikanische Sängerin und Schauspielerin
- Angélica Mendoza Almeida (1929–2017), peruanische Menschenrechtsaktivistin
- Guillermo de Mendoza y Almeida (1895–1944), französischer Typograf
- José Mendoza y Almeida (1926–2018), französischer Typograf
- Ana de Mendoza y de la Cerda (1540–1592), spanisch-portugiesische Hofdame und Politikerin
- Ana Mendoza (* 1970), mexikanische Schwimmerin
- Antonio de Mendoza (1490–1552), Vizekönig von Neuspanien, Vizekönig von Peru
- Antonio Mendoza (Sportschütze) (* 1939), philippinischer Sportschütze
- Antonio Escobar y Mendoza (1589–1669), spanischer Jesuit und theologischer Schriftsteller
- Antonio Hurtado de Mendoza (1586–1644), spanischer Dichter und Dramatiker
- Armando Mendoza (* 1948), venezolanischer Boxer
- Ava Mendoza (* 1983), US-amerikanische Jazzgitarristin

### B
- Beibis Mendoza (* 1974), kolumbianischer Boxer
- Benjamín Mendoza y Amor Flores (1933–2014), bolivianischer Kunstmaler und Papstattentäter
- Bernardino de Mendoza (1540–1604), spanischer Diplomat, Schriftsteller
- Bernardino Fernández de Velasco y Mendoza (1454–1512), Generalkapitän verschiedener Feldzüge, Politiker
- Brillante Mendoza (* 1960), philippinischer Filmregisseur

### C
- Carlos Mendoza (Politiker, 1933) (1933–2019), argentinischer Politiker
- Carlos Mendoza (General), ecuadorianischer General und Politiker
- Carlos Mendoza (Baseballspieler) (Carlos Ramón Mendoza; * 1974), venezolanischer Baseballspieler
- Carlos Mendoza (Trainer) (* 1979), venezolanischer Baseballtrainer
- Carlos Alfredo Cabezas Mendoza (* 1966), venezolanischer Geistlicher, Bischof von Ciudad Guayana
- Carlos Antonio Mendoza (1856–1916), panamaischer Politiker, Staatspräsident 1910
- Carlos Ochoa Mendoza (* 1978), mexikanischer Fußballspieler
- Carlos Rosales Mendoza (1963–2015), mexikanischer Drogenbaron, Gründer der La Familia Michoacana
- Carolina Mendoza (Volleyballspielerin) (* 1946), mexikanische Volleyballspielerin
- Carolina Mendoza (Wasserspringerin) (* 1997), mexikanische Wasserspringerin
- César Mendoza (1918–1996), chilenischer Springreiter und Militär

### D
- Daniel Mendoza (1764–1836), englischer Boxer
- Daniela Álvarez Mendoza (* 2001), spanische Beachvolleyballspielerin
- David Mendoza Díaz (1978–2008), mexikanischer Fußballspieler
- Dayana Mendoza (* 1986), venezolanisches Model
- Diego Carrillo de Mendoza y Pimentel († 1631), Vizekönig von Aragón und Neuspanien
- Diego Hurtado de Mendoza y Guevara (1590–1639), spanischer Politiker und Diplomat
- Diego Hurtado de Mendoza y Quiñones (1444–1502), spanischer Kardinal, Bischof von Palencia, Erzbischof von Sevilla
- Diego Hurtado de Mendoza y Pacheco (1503–1575), spanischer Dichter, Diplomat

### E
- Edward Mendoza (* 1952), US-amerikanischer Leichtathlet
- Eduardo Mendoza (* 1943), spanischer Schriftsteller
- Efraín Mendoza Cruz (* 1959), mexikanischer Priester, Bischof von Cuautitlán
- Elena Mendoza (* 1973), spanische Komponistin
- Élmer Mendoza (* 1949), mexikanischer Schriftsteller
- Emilio Mendoza (* 1953), venezolanischer Komponist
- Estelito Mendoza (1930–2025), philippinischer Jurist und Politiker

### F
- Fabia Mendoza (* 1986), deutsche Filmregisseurin und Künstlerin
- Fadrique Alvarez de Toledo Osorio y Mendoza (1580–1634), Generalkapitän der Atlantikflotte
- Fidel Mendoza Carrasquilla (1925–2015), kolumbianischer Sportfunktionär
- Francisco Mendoza (Fußballspieler) (* 1985), mexikanischer Fußballspieler
- Francisco Mendoza de Bobadilla (1508–1566), spanischer Kardinal, Bischof von Burgos
- Francisco Mendoza de Leon (* 1947), philippinischer Geistlicher, Bischof von Antipolo
- Francisco Fernández de Córdoba y Mendoza († 1536), Bischof von Oviedo, Bischof von Zamora, Bischof von Palencia
- Francisco de Paula Mendoza y Herrera (1852–1923), mexikanischer Geistlicher, Erzbischof von Durango
- Francisco de Mendoza y Pacheco († 1543), Bischof von Jaén
- Francisco de Mendoza (1547–1623), spanischer Heerführer, Admiral, Diplomat, Bischof von Sigüenza
- Francisco de Mendoza y Vargas (El Indio) (1523–1563), Generalkapitän der spanischen Galeeren
- Francisco Sarmiento de Mendoza (1525–1595), Bischof von Astorga, Bischof von Jaén
- Francisco Hurtado de Mendoza y Ribera (1573–1634), Bischof von Salamanca, Bischof von Pamplona, Bischof von Málaga, Bischof von Plasencia

### G
- Gabriel Mendoza (* 1968), chilenischer Fußballspieler
- Gabriel Mendoza (Leichtathlet) (* 1906), peruanischer Leichtathlet
- García de Loaysa y Mendoza (1479–1546), Bischof von Osma, Bischof von Sigüenza, Erzbischof von Sevilla, Generalinquisitor der Spanischen Inquisition
- García Hurtado de Mendoza (1535–1609), Vizekönig von Peru
- Gaspar de la Cerda Sandoval Silva y Mendoza (1653–1697), Vizekönig von Neuspanien
- Gonzalo de Mendoza (* um 1512; † 1558), Gouverneur der Provinz Neu-Andalusien
- Grisel Mendoza (* 1956), mexikanische Schwimmerin
- Guillermo Mendoza (* 1945), mexikanischer Radsportler
- Gustavo Rodolfo Mendoza Hernández (* 1934), guatemaltekischer Geistlicher, emeritierter Weihbischof in Guatemala

### H
- Héctor Mendoza (1932–2010), mexikanischer Dramaturg, Theaterregisseur und Hochschullehrer

### I
- Ignacio Mendoza (* 1908), mexikanischer Sportschütze
- Imke Mendoza (* 1965), deutsche Slawistin
- Íñigo Fernández de Velasco y Mendoza (1462–1528), spanischer Adliger
- Iñigo López de Mendoza (1398–1458), spanischer Staatsmann und Dichter
- Íñigo López de Mendoza y Quiñones (1442–1515), kastilischer Politiker, Generalkapitän des Königreiches Granada, Diplomat
- Indyra Mendoza Aguilar, honduranische LGBT-Aktivistin

### J
- Javier Mendoza (* 1991), mexikanischer Profiboxer
- Jessica Mendoza (* 1980), US-amerikanischer Softballspielerin
- Jesús Mendoza Aguirre (* 1977), spanischer Fußballspieler
- Jesús Mendoza Gámez, mexikanischer Fußball-, Basketball- und Baseballtrainer und Sportfunktionär
- Jesús Mendoza Rivas (* 1942), mexikanischer Fußballtorwart
- Joaquín Mendoza, mexikanischer Fußballspieler und -trainer
- Joe Mendoza (1921–2010), britischer Dokumentarfilmer
- John Stiven Mendoza (* 1992), kolumbianischer Fußballspieler
- Jonny Mendoza (* 1983), venezolanischer Boxer
- José Mendoza (Fußballspieler, 1989) (José Alberto Mendoza Posas; * 1989), honduranischer Fußballspieler
- José Mendoza (Radsportler) (* 1994), venezolanischer Radsportler
- José Mendoza y Almeida (1926–2018), französischer Grafiker, Kalligraf, Schriftdesigner und Typograf
- José Adalberto Jiménez Mendoza (* 1969), ecuadorianischer Ordensgeistlicher, Apostolischer Vikar von Aguarico
- José Antonio de Mendoza Caamaño y Sotomayor (1667–1746), spanischer Kolonialverwalter, Vizekönig von Peru
- José Colin Mendoza Bagaforo (* 1954), philippinischer Geistlicher, Weihbischof in Cotabato
- José de Jesús Mendoza (* 1979), mexikanischer Fußballspieler
- José Luis Mendoza Corzo (* 1960), mexikanischer Geistlicher, Weihbischof in Tuxtla Gutiérrez
- Juan Mendoza (* 1944), mexikanischer Boxer
- Juan de Mendoza y Carrillo (um 1520–1562), spanischer Generalkapitän
- Juan de Mendoza y Velasco († 1628), spanischer Diplomat, Vizekönig von Navarra
- Juan González de Mendoza (1545–1618), spanischer Augustiner, Bischof von Lipari, von Chiapas und von Popayán
- Juan Hurtado de Mendoza (1527–1592), spanischer Geistlicher, Kardinal
- Juan de Palafox y Mendoza (1600–1659), spanischer Geistlicher, Bischof von Puebla de Ángeles und Vizekönig von Neuspanien
- Juan Manuel de Mendoza y Luna (1571–1628), spanischer Offizier, Vizekönig von Neuspanien und von Peru
- Julián Mendoza Guerrero (1914–1984), kolumbianischer römisch-katholischer Geistlicher, Bischof von Buga

### K
- Kevin Ray Mendoza (* 1994), philippinischer Fußballtorhüter

### L
- Lauren Mendoza (* 2003), bolivianische Sprinterin
- Leandro Mendoza (Maler) (1888–1912), mexikanischer Maler
- Leandro Mendoza (General) (1946–2013), philippinischer General und Politiker
- Lorenzo Mendoza (* 1965), venezolanischer Unternehmer
- Lorenzo Suárez de Mendoza (1518–1583), Vizekönig von Neuspanien
- Luciana Morales Mendoza (* 1987), peruanische Schachspielerin
- Luis de Mendoza († 1520), spanischer Seefahrer und Entdecker
- Luis Enrique Mendoza (* 1965), kolumbianischer Boxer
- Luis Hurtado de Mendoza y Pacheco (1489–1566), Generalkapitän des Königreiches Granada, Vizekönig von Navarra
- Luisa Carvajal y Mendoza (1566–1614), spanische Verfasserin religiöser Gedichte und Predigerin
- Lydia Mendoza (1916–2007), US-amerikanische Sängerin

### M
- Marcial Mendoza (* 1967), mexikanischer Fußballspieler
- Mark L. Mendoza (* 1973), philippinischer Politiker
- Margot Rojas Mendoza (1903–1996), kubanische Pianistin und Musikpädagogin
- María Graciela Mendoza (* 1963), mexikanische Leichtathletin
- Maria Paz Mendoza-Guazon (1884–1967), philippinische Medizinerin, Wissenschaftlerin, Schriftstellerin, Sozialreformerin und Philanthropin
- Mario Mendoza (Fußballspieler) (* 1949), argentinischer Fußballspieler
- Mario Mendoza (Baseballspieler) (* 1950), mexikanischer Baseballspieler
- Mario Mendoza (Gewichtheber) (* 2001), britisch-honduranischer Gewichtheber
- Mario Mendoza Peralta (* 1950), philippinischer römisch-katholischer Geistlicher und Erzbischof von Nueva Segovia
- Miguel Mendoza (Schwimmer) (* 1983), philippinischer Schwimmer
- Miguel Mendoza (Fußballspieler) (* 1999), philippinisch-kanadischer Fußballspieler

### N
- Narciso Mendoza (Militär) (1800–1888), mexikanischer Unabhängigkeitskämpfer
- Natalie Mendoza (Natalie Jackson Mendoza; * 1981), australische Schauspielerin und Musikerin

### O
- Óscar Mendoza Azurdia (1917–1995), guatemaltekischer Politiker, Präsident 1957

### P
- Pablo Hermoso de Mendoza (* 1966), spanischer Rejoneador
- Paco Mendoza, argentinischer Sänger
- Pedro de Mendoza (1487–1537), spanischer Eroberer
- Pedro González de Mendoza (1428–1495), spanischer Kardinal und Staatsmann
- Pedro de Mendoza y Luján (1499–1537), Generalkapitän von Rio de la Plata
- Pedro González de Mendoza, Geburtsname: Fernando de Silva y Mendoza (1570–1639), Bischof von Sigüenza, Erzbischof von Granada, Erzbischof von Saragossa

### R
- Rafael Mendoza (* 1957), kolumbianischer Schachspieler
- Rafael Mendoza Blanco (1885–1966), mexikanischer Waffenkonstrukteur
- Raúl Mendoza (* 1991), mexikanischer Wrestler
- Rigoberto Mendoza (* 1946), kubanischer Leichtathlet
- Roberto González de Mendoza y de la Torre (1905–1996), kubanischer Botschafter
- Rogelio Mendoza (* 1944), mexikanischer Turner
- Rolando Mendoza (Leichtathlet) (* 1939), nicaraguanischer Leichtathlet
- Rolando Mendoza († 2010), philippinischer Geiselnehmer, siehe Geiselnahme von Manila
- Rubén Arias Mendoza, paraguayischer Politiker
- Ruben Michael Mendoza (1931–2010), US-amerikanischer Football-Spieler
- Ryan Mendoza (* 1971), US-amerikanischer Maler

### S
- Salvador Rangel Mendoza (* 1946), mexikanischer Ordensgeistlicher, Bischof von Chilpancingo-Chilapa
- Saul Mendoza (Fechter) (* 1964), bolivianischer Fechter
- Saúl Mendoza (Rennrollstuhlfahrer) (* 1967), mexikanischer Rennrollstuhlfahrer
- Sergio Mendoza (* 1981), honduranischer Fußballspieler
- Simon Amaru Castro Mendoza (* 1990), deutsch-peruanischer Haubenkoch, Kochbuchautor und Schauspieler siehe Simón Limón
- Susana Mendoza (* 1972), US-amerikanische Politikerin

### T
- Thor Leonardo Halvorssen Mendoza (* 1976), venezolanischer Menschenrechtsaktivist und Filmproduzent
- Tito Mendoza (Boxer) (* 1976). panamaischer Boxer
- Tito Mendoza (Fußballspieler) (* 1993), ecuadorianischer Fußballspieler
- Tito Mendoza (Schauspieler) (* 1945), argentinischer Schauspieler
- Tito Mendoza, puerto-ricanischer Trompeter und Komponist, siehe Roberto Mendoza
- Toribio Rodríguez de Mendoza (1750–1825), Vordenker der peruanischen Unabhängigkeit

### V
- Valente Mendoza (* 1997), mexikanischer Leichtathlet
- Verónika Mendoza (* 1980), peruanische Politikerin
- Vicente T. Mendoza (1894–1964), mexikanischer Musikwissenschaftler
- Víctor Mendoza (* 1940), mexikanischer Fußballspieler
- Vince Mendoza (* 1961), US-amerikanischer Jazzmusiker und Komponist

### Z
- Zuleyka Rivera Mendoza (* 1987), puerto-ricanische Schönheitskönigin